# Závada, Veľký Krtíš
Závada este o comună slovacă, aflată în districtul Veľký Krtíš din regiunea Banská Bystrica. Localitatea se află la altitudinea de 220 m deasupra n.m., se întinde pe o suprafață de 9,61 km2 și în 2017 număra 482 de locuitori.

## Istoric
Localitatea Závada este atestată documentar din 1393.

## Demografie
| An:                | 1994 | 2004    | 2014   | 2024    |
| ------------------ | ---- | ------- | ------ | ------- |
| Număr de persoane: | 482  | 540     | 502    | 392     |
| Diferență:         |      | +12,03% | −7,03% | −21,91% |

| An:                | 2023 | 2024   |
| ------------------ | ---- | ------ |
| Număr de persoane: | 401  | 392    |
| Diferență:         |      | −2,24% |